# きかんしゃトーマス関連商品
本記事ではウィルバート・オードリー原作によるイギリスのテレビ番組『きかんしゃトーマス』(原題・Thomas the Tank Engine & Friends)に関連する商品を扱う。
日用雑貨やアパレルなど数多くの種類が発売されているが、ここでは「番組収録DVD」・「鉄道玩具」・「鉄道模型」の3分野に絞って紹介するにとどめる。
「鉄道玩具」の定義として、本項では仮に、ある程度自由にレイアウトできるレールシステムを併売していること、トーマス以外の機関車キャラクターも商品化していること、の2点を要件とした。

## 番組収録DVD・ビデオ

### 日本語版VHSビデオ
以下のVHSビデオタイトルは全て廃盤となっている。

#### テレビシリーズ収録ビデオ
| きかんしゃトーマス | 1991年、1995年（パッケージリニューアル）、2002年（二か国語版） | フジテレビ | ポニーキャニオン |
| 第1シリーズから第3シリーズまでを放送順に全17巻に収録、各巻4～5話分収録されている。レンタル用として一巻に8～9話収録したものもリリースされた。各話間のブリッジには英国の画家オーウェン・ベルによる挿絵が表示される。1996年には玩具を同梱したギフトセットも発売された。二か国語版には副音声に英国版の音声を収録、英語の脚本文章掲載ブックレットが封入された。 |                                                                |            |                  |
| 新きかんしゃトーマス | 1995年                                                         | フジテレビ | ポニーキャニオン |
| 第4シリーズを全6巻に収録。当時きかんしゃトーマスを放映していた番組が『ひらけ!ポンキッキ』から『ポンキッキーズ』にリニューアルされた事に伴い、タイトルに「新」が付けられた。 |                                                                |            |                  |
| 新きかんしゃトーマス シリーズ2 | 1999年                                                         | フジテレビ | ポニーキャニオン |
| 第5シリーズを全6巻に収録（ただし「ゆき」、「いわのボルダー」の2話は未収録）。ジャケット裏面は塗り絵になっている。 |                                                                |            |                  |
| 新きかんしゃトーマスシリーズ3 | 2003年                                                         | フジテレビ | ポニーキャニオン |
| 第6シリーズを順不同に全6巻に収録。 |                                                                |            |                  |
| 新きかんしゃトーマス シリーズ4 | 2004年-2005年                                                  | フジテレビ | ポニーキャニオン |
| 第7シリーズを順不同に全6巻に収録。 |                                                                |            |                  |

#### 企画ビデオ
| Pちゃんのハロートーマス＆ジェームス | 1995年                              | フジテレビ | ポニーキャニオン |
| 『ポンキッキーズ』のキャラクター・Pちゃんが、イギリスの「Day out with Thomas」で運行されている実物蒸気機関車のトーマスとその仲間達に会いにいく企画を収録。このビデオからトップハム・ハット卿の吹き替え声優が青野武に変更される。 |                                     |            |                  |
| みんなが選んだトーマスベストシリーズ | 1997年                              | フジテレビ | ポニーキャニオン |
| 第1～4シリーズからキャラクター別に選ばれた4、5話のエピソードを収録。トーマス編、パーシー編、ゴードン編、ヘンリー編、エドワード&ジェームス編の全5巻を発売。1998年3月31日までの期間限定販売だった。 |                                     |            |                  |
| きかんしゃトーマス オリジナルソング&ストーリーズ | 1998年（第1巻）、1999年（第2、3巻） | フジテレビ | ポニーキャニオン |
| 1992年から1998年までに発表された楽曲のミュージックビデオ及びテレビシリーズのエピソードを収録。楽曲は全て英語音声、エピソードは日本語吹き替え版を収録。先述のテレビシリーズ収録ビデオには収録されなかった「ゆき」、「いわのボルダー」もこちらに収録された。各歌の前には3DCG製作のトップハム・ハット卿（青野武）による歌の解説が挿入された。 |                                     |            |                  |
| みんなでうたおうトーマスのうた | 1999年                              | フジテレビ | ポニーキャニオン |
| 1992年から1998年までに発表された楽曲（日本国内製作曲「ぼくはきかんしゃトーマス」を含む）のミュージックビデオ及びテレビシリーズのエピソードを収録。楽曲は全て日本語音声、エピソードは日本語吹き替え版を収録。収録エピソードは先述の「きかんしゃトーマス オリジナルソング&ストーリーズ」とは異なる。                                         |                                     |            |                  |
| トーマス＆コニーちゃん ワンダフルアメリカンジャーニー アメリカのたび | 2000年                              | フジテレビ | ポニーキャニオン |
| 『ポンキッキーズ』のキャラクター・コニーちゃんが、アメリカの「Day out with Thomas」で運行されている実物蒸気機関車のトーマスに会いに行く企画を収録。ハイビジョン収録だが、レターボックスはレンガ調のイラストでデザインされている。 |                                     |            |                  |

### 日本語版DVD
発売元がフジテレビのものは全て廃盤。

#### テレビシリーズ収録DVD
| きかんしゃトーマスDVD全集I | 2000年        | フジテレビ                       | ポニーキャニオン                                     |
| 第1シリーズから第3シリーズまでをテーマ別に全8巻に収録。字幕の収録は無く、音声は日本語のみ。 |               |                                  |                                                      |
| きかんしゃトーマスDVD全集II | 2001年        | フジテレビ                       | ポニーキャニオン                                     |
| 第4シリーズから第5シリーズまでをテーマ別に全6巻に収録。Ⅰ同様、字幕の収録は無く、音声は日本語のみ。 |               |                                  |                                                      |
| 新きかんしゃトーマスシリーズ3 | 2003年        | フジテレビKIDS                   | ポニーキャニオン                                     |
| 収録内容はVHSビデオ版と同じ。英語音声と英語字幕を収録。 |               |                                  |                                                      |
| 新きかんしゃトーマス シリーズ4 | 2004年-2005年 | フジテレビKIDS                   | ポニーキャニオン                                     |
| 収録内容はVHSビデオ版と同じ。英語音声と英語字幕に加え、日本語字幕が追加された。 |               |                                  |                                                      |
| 新きかんしゃトーマスシリーズ5 | 2006年        | フジテレビKIDS                   | ポニーキャニオン                                     |
| 第8シリーズを順不同に全6巻に収録。16：9のビスタサイズで収録されるようになった。最後のエンドロール映像に楽曲「きかんしゃトーマスのテーマ2」のミュージックビデオが使用されているが、当時は日本語版歌詞が未発表だった為、音声は歌詞のないインストゥルメンタルバージョンが使われた。第1巻のパッケージでは、裏表紙に掲載されている「エミリーのぼうけん」、「トーマスにはないしょ」の画像が入れ違っている。また、このシリーズのDVDでは話と話の間のブリッジ映像が一切ない。                                                                             |               |                                  |                                                      |
| きかんしゃトーマス コンプリートDVD-BOXI | 2007年        | フジテレビ                       | ポニーキャニオン                                     |
| DVD全集Iが、収録巻の構成や収録順序の変更がないままデジタルリマスター化された8枚組BOX仕様で、期限限定生産品として発売された。日英2ヶ国語収録、日英字幕収録、画質・音質ともDVD全集Iから大幅に改善されたものの、出演キャラクター紹介の映像が放送時のものとは変更され、静止画になっている。封入特典として缶バッグや限定仕様のカプセルプラレールが付いた。発売年にフジテレビでのきかんしゃトーマスの放送、映像権利が消滅した為、DVD-BOXⅡ以降は発売されなかった。                                                                                      |               |                                  |                                                      |
| きかんしゃトーマス 新TVシリーズ 第9シリーズ | 2008年-2009年 | ソニー・クリエイティブプロダクツ | ポニーキャニオン                                     |
| 第9シリーズを全6巻に収録。1～4巻は各4話収録、5、6巻は各5話収録になっている。放送、制作権がフジテレビからテレビ東京・ソニークリエイティブプロダクツに移った為、従来のDVDシリーズで使用された「新きかんしゃトーマス」の名称は変更された。フジテレビ発売DVDの場合、収録話はランダムに構成されていたが、本シリーズ以降はほぼ放送順に収録されている。また、一話毎にエピソードが終了すると英語版のスタッフロールが流れるようになった。日本版スタッフロールはオリジナルデザインの柄が付いたブルーバックの上にスタッフ名が縦に流れるような映像になった。 |               |                                  |                                                      |
| きかんしゃトーマス 新TVシリーズ 第10シリーズ | 2009年        | ソニー・クリエイティブプロダクツ | ポニーキャニオン                                     |
| 第10シリーズを全6巻に収録。5月20日に1～3巻が発売。7月15日に4～6巻が発売。収録順はランダムに戻った（ただし、6巻は放送順のまま収録されている）が、英国での放送順に近い構成となっている。6巻のパッケージの裏表紙の「まけずぎらいのダンカン」のキャラクター紹介のダンカンのイラストがデュークになっている掲載ミスがある。また、1～3巻の日本版のスタッフロール終了後、「はじめましてトーマス・シリーズ」のCMとラーニングカーブ木製レールシリーズのCMが収録されている。                                                                                |               |                                  |                                                      |
| きかんしゃトーマス 新TVシリーズ 第11シリーズ | 2009年-2010年 | ソニー・クリエイティブプロダクツ | ポニーキャニオン                                     |
| 第11シリーズを全4巻に収録。2009年11月18日に1～2巻が発売、3～4巻が2010年2月17日に発売。放送順で収録され、1、2巻は6話収録、3、4巻は7話収録。エピソードの最後のサブタイトル紹介時の映像は、テレビ放映時は第10シーズンまでのものだったが、DVDでは第11シーズンのものに変更された。2巻のパッケージの裏表紙の「あらしのなかのスカーロイ」のキャラクター紹介のスカーロイのイラストがサー・ハンデルになっており、4巻のパッケージの裏表紙の「じてんしゃのベル」の写真が「サー・ハンデルはせきにんしゃ」になっている掲載ミスがある。                        |               |                                  |                                                      |
| トーマスクラシックシリーズ | 2011年-2015年 | ソニー・クリエイティブプロダクツ | ポニーキャニオン、ソニー・ミュージックマーケティング |
| 第1シーズンから第7シーズンまでのエピソードから6話選ばれ収録されている。パッケージカラーは深緑。2011年04月30日に最初のタイトル「いつまでもなかよくしようね」が発売され、以降2015年まで全14巻発売された。英語音声、字幕などは未収録。2014年のリリース巻以降は、第7シリーズのエピソードは16:9のビスタサイズで収録されている。 |               |                                  |                                                      |
| きかんしゃトーマス 新TVシリーズ Series13 | 2010年-2011年 | ソニー・クリエイティブプロダクツ | ポニーキャニオン                                     |
| 第13シリーズを全4巻に収録。2010年10月20日に1～2巻発売。2011年6月29日に3～4巻発売。このシリーズでは巻ごとにサブタイトルが付けられている。収録順は1-2巻は順不同だが、3-4巻は一部を除きほぼ放送順で収録されている。セル版は各巻4話収録、レンタル版は各巻5話収録となっている。2巻の背表紙に掲載されている3話目と4話目の収録エピソード順が実際のDVDの収録順とは逆になっている。 |               |                                  |                                                      |
| TVシリーズ 新きかんしゃトーマス series14 | 2012年-2013年 | ソニー・クリエイティブプロダクツ | ソニー・ミュージックマーケティング                   |
| 第14シリーズを全4巻に収録。2012年9月26日に1～2巻発売。2013年6月12日に3～4巻発売。各巻5話ずつ収録。このシリーズでのみ「新きかんしゃトーマス」の呼称が復活した。 |               |                                  |                                                      |
| トーマス 新クラシックシリーズ | 2015年-       | ソニー・クリエイティブプロダクツ | ソニー・ミュージックマーケティング                   |
| 第9シリーズから第11シリーズまでのエピソードから6話選ばれ収録されている。パッケージカラーは真紅。英語音声、字幕などは未収録。12話収録の増量版も発売されている。 |               |                                  |                                                      |
| きかんしゃトーマス TVシリーズ15 もっときかんしゃトーマス! ごほうびコレクション | 2018年        | ソニー・クリエイティブプロダクツ | ソニー・ミュージックマーケティング                   |
| 8月8日発売。第15シリーズを全2巻に収録。各巻10話収録。 |               |                                  |                                                      |

#### 長編
| 劇場版 きかんしゃトーマス 魔法の線路 | 2001年 | 小学館                           | ポニーキャニオン |
| 長編第1作を収録。日本語、英語の音声と日本語字幕が収録されている。 |        |                                  |                  |
| きかんしゃトーマス みんなあつまれ!しゅっぱつしんこう | 2008年 | ソニークリエイティブプロダクツ   | ポニーキャニオン |
| 長編第2作を収録。英米版に収録されていたカットシーン、挿入歌「The Dream Song」等の特典映像は収録されていない。（しかし、パッケージの裏表紙の画像にカットシーンの一部が使われている。）OPに出る「きかんしゃトーマス」のロゴが外国版になっている。話の途中に入るクイズや挿入歌は日本語でも収録されている。「きかんしゃトーマスのテーマ2」は英国版などと違ってノンテロップで収録されている。日本語版スタッフロールは第9シリーズのDVDと同様である。 |        |                                  |                  |
| トーマスをすくえ!! ミステリーマウンテン | 2009年 | ソニー・クリエイティブプロダクツ | 東宝             |
| レンタル版は10月2日より開始で、セル版は10月23日に発売。劇場版予告スポットも特典映像で収録される。 |        |                                  |                  |
| きかんしゃトーマス 伝説の英雄 | 2010年 | ソニー・クリエイティブプロダクツ | 東宝             |
| 2010年10月22日に発売。レンタル版は10月8日にリリース。特典映像として本編前に「汽車のえほんの誕生」、本編後に劇場公開時に未公開だった「Go!Go! Thomas」(マルチ字幕ではなく英国の焼きこみ字幕)、劇場版予告スポットが収録されている。 |        |                                  |                  |
| きかんしゃトーマス ミスティアイランド レスキュー大作戦!! | 2011年 | ソニー・クリエイティブプロダクツ | 東宝             |
| 2011年10月28日に発売。 |        |                                  |                  |
| きかんしゃトーマス ディーゼル10の逆襲 | 2012年 | ソニー・クリエイティブプロダクツ | 東宝             |
| 2012年10月19日に発売。 |        |                                  |                  |
| きかんしゃトーマス ブルーマウンテンの謎 | 2013年 | ソニー・クリエイティブプロダクツ | 東宝             |
| 2012年10月19日に発売。 |        |                                  |                  |
| きかんしゃトーマス キング・オブ・ザ・レイルウェイ トーマスと失われた王冠 | 2014年 | ソニー・クリエイティブプロダクツ | 東宝             |
| 2014年10月15日に発売。 |        |                                  |                  |
| きかんしゃトーマス 勇者とソドー島の怪物 | 2015年 | ソニー・クリエイティブプロダクツ | 東宝             |
| 2015年10月14日に発売。 |        |                                  |                  |
| きかんしゃトーマス トーマスのはじめて物語 | 2015年 | ソニー・クリエイティブプロダクツ | 東宝             |
| 2015年12月16日に発売。 |        |                                  |                  |
| きかんしゃトーマス 探せ!!謎の海賊船と失われた宝物 | 2016年 | ソニー・クリエイティブプロダクツ | 東宝             |
| 2016年10月12日に発売。発売当初はパッケージのクレジットにおいて脚本のアンドリュー・ブレナーがドン・ブレナーと誤植されていたが、後に修正された（但しプレスなどでの発表はなかった）。 |        |                                  |                  |
| きかんしゃトーマス 走れ!世界のなかまたち | 2017年 | ソニー・クリエイティブプロダクツ | 東宝             |
| 2017年10月18日に発売。 |        |                                  |                  |
| きかんしゃトーマス とびだせ!友情の大冒険 | 2018年 | ソニー・クリエイティブプロダクツ | 東宝             |
| 2018年10月17日に発売。 |        |                                  |                  |
| きかんしゃトーマス Go!Go!地球まるごとアドベンチャー | 2019年 | ソニー・クリエイティブプロダクツ | 東宝             |
| 2019年10月16日に発売。 |        |                                  |                  |
| きかんしゃトーマス チャオ!とんでうたってディスカバリー!! | 2021年 | ソニー・クリエイティブプロダクツ | 東宝             |
| 2021年1月20日に発売。 |        |                                  |                  |
| きかんしゃトーマス おいでよ!未来の発明ショー! | 2021年 | ソニー・クリエイティブプロダクツ | 東宝             |
| 2021年12月22日に発売。 |        |                                  |                  |
| きかんしゃトーマス オールスター☆パレード | 2022年 | ソニー・クリエイティブプロダクツ | 東宝             |
| 2022年11月16日に発売。 |        |                                  |                  |
| きかんしゃトーマス めざせ!夢のチャンピオンカップ | 2023年 | ソニー・クリエイティブプロダクツ | 東宝             |
| 2023年11月22日に発売。 |        |                                  |                  |

### 英国版DVD
2018年現在、第1シリーズから第19シリーズまでは各シリーズごとにコンプリートDVDとして販売されており、第6シリーズと第7シリーズは日本と異なりすべて16：9のビスタサイズで収録されている。第7シリーズから第8シリーズまでのDVDは放送直前に発売されていた。

### 米国版DVD
1990年代から2003年頃まではアメリカのDVD販売会社「ANCHOR BAY（後にSTARZ・COMPANYに改名）」から発売され、第8シリーズは権利元のヒット・エンターテインメント社から販売、発売された。こちらも英国と同様、第8シリーズのDVDは放送直前に発売されていた。その後、20世紀フォックスやライオンズゲートへ販売権が移り、それらを経て2018年現在はユニバーサルスタジオが販売権を持っている。一部長編はブルーレイでも発売された。

### その他
中国ではVCDとして販売されており、第8シリーズは日本と同様、一巻に4話ずつ収録されている。韓国と中国では日本よりも先に第6・7シリーズの楽曲が発売されていたが、全て英語で収録されている。

## 鉄道玩具

### 玩具店扱いの現行の商品

#### トーマス木製レールシリーズ
1999年、木製玩具会社BRIO社が既発売の製品に追加する形で「BRIOトーマス木製シリーズ」を発売した。2001年ライセンス更新を行わずトーマスシリーズのみ販売を終了したが、その後1992年にBRIO社製品の後継商品を展開する目的でラーニング・カーブ社がシカゴに創立され、同じ年にトーマスのライセンスを取得し、当時社長であったロイ・ウィルソンがプロデュースのもと「トーマス木製レールシリーズ」の製造販売が開始された。2003年にRC2社に買収され、2011年にはRC2社がタカラトミーに買収され、2013年には製造、販売がマテルに移行しているが、ブランド名は一貫してトーマス木製レールシリーズで通している。塗装、製造技術の向上やテレビシリーズの模型からCGへの製作体制変更によるデザインの変更に伴い発売された商品は幾度とマイナーチェンジされたが、2018年にはコスト削減のためボディが短くなり一部未塗装で木の表面を露出させた、今までとは異なる木で作られていることが強調されたデザインへ変更された。しかし、翌2019年にはボディの造形は変更せず、全体が塗装されたデザインに再度変更された。
本シリーズは木製品のぬくもりと素朴さに加え、TVキャラクターにとどまらず原作キャラクターまで商品化している車両の多彩さ、レールも多数の種類があり、情景部品もソドー島ならではのものを多数発売。また特定エピソードを再現したテーマセットも何種類か発売している。2歳から扱える安全性を優先し、また木製であるがゆえに細かいパーツは省かれ、デザインがテレビシリーズに登場するキャラクターデザインとは少し離れているものもあった。手押し製品以外に電池を電源とする電動シリーズや機関室や前照灯が光るもの、テレビシリーズと同様に声がでで喋るものなどが追加発売された。電動車両は木製ではなく亜鉛合金製となっているが、それ以外は木製シリーズのままである。
トーマスの玩具としては後述のプラレールシリーズ同様、日本国内でも認知度の高い商品であり、2000年代前半はトーマスを扱うテレビ番組において本玩具が登場、使用される場合が頻繁にあった。
また、トイザらスやトーマス関連のイベント会場では本製品のレイアウトが幼児が遊ぶための試用品として設置、展示されている。
2007年6月に中国で製造された一部の商品の塗装から基準値を超える鉛が検出され、世界中の取り扱い会社が対象商品の自主回収を発表した。同年9月には回収商品が追加された。
日本では2009年から2012年頃までそれまでのソニー・クリエイティブ・プロダクツに代わって河田が輸入・販売していたが、2018年以降はマテルから販売されている。

#### プラレール きかんしゃトーマスシリーズ
タカラトミー社から「トミープラレールシリーズ」のバリエーションとして商品化。車両は小さい部品が外れにくい構成である。3歳児が扱える安全性と堅牢さを優先したためデフォルメがきつく、当初発売された製品ではTVシリーズのキャラクターデザインにあまり似ていなかった。近年リニューアルされた製品や新規の製品では、TVキャラクターに似せるようにデザインを改良している。当初からモータ－や電池などの動力は機関車本体に内蔵していたが　機関車本体に動力を内蔵させることが形態上困難なエミリーやマードックといった車両の商品化にあたり、見た目を優先し、機関車には動力を入れず編成次位の炭水車か客車などに動力を内蔵したものも登場した。このような車両は特殊なレールでの使用に支障がある場合が多い。1両あたりの軸数も当初2軸が基本で3軸以上の場合は一部車輪をダミーとしていたが、エドワードの商品化以降、より似せるために3軸以上の車両も登場した。リアルな改良を進める一方で、貨車の一部に既存のプラレール製品を流用しているものも存在する。本来ナローゲージである高山鉄道の車両は、同じレールを使うためTVキャラクターと比較しサイズが大ぶりである。
車両のバリエーションは日本製品で最多を誇り、情景部品もトーマスシリーズ用に新たに型を起こしたものが多数発売されている。一部の情景部品は旧スーパーレール製品が流用されている。価格は通常のプラレールシリーズよりやや高価格設定。他には「おしゃべりトーマスシリーズ」を発売している。
2012年には大幅なラインナップの見直しが図られ、品番も変更(T→TS)された。
イギリスやアメリカでは、日本のプラレールトーマスシリーズと完全に同等だった従来の「Tomica Thomas」シリーズが終了し、新たに「TrackMaster」シリーズが発売されている。車両は従来のものがそのまま使用できるが、レールシステムは変更され、従来の両面使用可能だったレールシステムを片面のみ使用するレールに変更し、簡単ではあるが枕木と道床（砂利部分）も表現された。色も青色に代わり茶色のモールド色となっている。従来のレールと接続するアダプターレールも発売していた。2010年には製造、販売がフィッシャープライス社に移行し、2014年には車両、レールシステム等の一新が行われた。

#### トミカトーマスシリーズ
タカラトミー社から「トミートミカシリーズ」のバリエーションとして商品化。品番はトミカのシリーズとは別系統。造りはデフォルメがきつく、大きい機関車は小さく作り、小さい機関車は大きく作るなど、パーシーからマードックまでさほどサイズが変わらないものとなっている。サウンドアクション（トミカトーマス側に載せられたIC内の音声データを再生する機能）付きブック型プレイマップなど、レールシステムに代わるマップが数種類発売されていた。価格は、無動力であるため廉価設定であった。
2012年にはサウンドアクションに代わって連結遊び等に対応したシリーズにリニューアルされ、客車、貨車類も製品化された。
2018年現在のラインアップはメインキャラクターを中心としており以前よりもバリエーションは少ないが、毎年劇場公開作品をテーマにした製品も展開している。

#### ミニミニトーマス
2015年に原作『汽車のえほん』出版70周年製品としてマテルより発売された手のひらサイズのミニ玩具シリーズ。全キャラクター共通で大きさは3cmx2.4cmx5cm、大型機関車や小型機関車関係なく4輪のデザインとなっており、デフォルメが強いビジュアルとなっている。手転がしで遊ぶ玩具で、全車両つなげることが可能。販売パッケージは中身が分からないブラインド式となっている。通常のキャラクターデザインのアイテムを始め、各キャラクターにヒーローやネオン、メタリックのデザインを施したものやテレビシリーズのエピソードをテーマとしたデザインなどバリエーションは豊富で、毎年4シリーズずつ（各シリーズ全15～20種）発売されている。DCコミックスやパワーレンジャー、スポンジボブといった他社作品とコラボレーションしたシリーズも発売された。日本でのみ劇場映画の前売り、入場特典として配布される場合があった。

#### ダイヤペット きかんしゃトーマス
2018年から展開。アガツマ社ミニカー製品としてトーマス、パーシー、ジェームス、ヒロ、バーティー、アニーとクララベル、ゴードンを発売。 人形劇シリーズの撮影使用モデルの約1/64スケール（半分のスケール）で製作され、内側のシリンダー構造の再現など従来の玩具製品とは異なるリアル志向の製品である。

### 過去の商品

#### トーマスエンジンコレクション
バンダイ社プレイトイ事業部から「トーマスエンジンコレクションシリーズ」（通称TECS）として商品化され、2008年頃まで生産されていた。レールシステムは考慮しない手遊びの玩具（初期は電動客車や電動クレーン車、電動キャリア車などで推進走行する遊び方も提供されていた。）として企画され、ほぼ統一した縮尺でキャラクターの大小の比較が出来、大人の鑑賞にも堪えうるディテールを与え、コレクションシリーズの名に恥じない品質を実現していた。そのため幼児向き玩具としては高価格設定であった。しかしながら、幼児でも扱いやすい特許のマグネット連結器のシステムが、プロポーション再現を妨げていた。ティドマス機関庫やナップフォード・ステーションなどのパノラマも商品化されていた。レールシステムは、オーバルコースが組めるセットが出ていただけでポイントレールの発売はなかった。

#### しゅっぱつしんこう
1990年代初期にバンダイ社から「しゅっぱつしんこう」シリーズが発売されていた。大きさは1/60スケール程度で、TVキャラクターのプロポーションをよく再現していた。車両以外にレールシステムを展開しており、ナップフォード・ステーションやターンテーブルも発売していた。車両は電動のしゅっぱつしんこう以外に無動力のプラデラも併売された。しかし独自のレールシステムを普及させることができなかったためか、数年で撤退した。

#### iRきかんしゃトーマス
2005年にコナミ社から「コナミMICROiRシリーズ」のバリエーションとして、iRきかんしゃトーマスセットが発売された。レールシステムはデジQトレインのものを流用、赤外線リモコンはコマンドを簡略化した専用のものを2台セット。それぞれの赤外線リモコンで自由に操作できるトーマス・パーシーの動力車と、アニー・クララベル・スクラフィー・トラブルサムの付随車4両、計6両がセットで、単線オーバルに交換駅2箇所があるレールと、ペーパークラフトの駅が付く。2列車を同時に走行させて駅で交換する遊びに対応していた。

#### アーテル・トーマス
かつて、アメリカのアーテル社から発売されていたダイキャスト製玩具。統一スケール（公称1/64）による手遊び玩具のコンセプトはトーマスエンジンコレクション（TEC）シリーズに近いものがあるが、精密さではTECに一歩譲る。しかし原作のみに登場するキャラクターなど、種類の多さは発売当時はラーニングカーブに勝っていた。レールシステム道路のような部品にレールと枕木がプリントしてある簡易なもの。情景部品も出ていた。2003年にラーニング・カーブ社に買収され同社のミニカー・ラジコンカーのブランドになり、買収後しばらく後にアーテル・トーマスの生産は終了した。アーテル・トーマスの生産終了後は類似の後続商品としてラーニング・カーブ社から「トーマス テイクアロングシリーズ」が登場している。

#### チョロQ・トーマスシリーズ
タカラトミー社から「チョロQ」のバリエーションとしてタカラ時代に商品化。当初は、チョロQ本来のプルバックゼンマイを基本に機関車単独での販売だったが、機関車に客車あるいは貨車を2両付けたセット、親子セットと呼ぶチョロQを収納できる機関車型ケース付きセット、チョロQ用の道路部品をモールド色を変更してレールとしたセットなどが展開され、ポケトレインから流用された連結器の採用で、鉄道玩具らしい内容に成長した。タカラトミー体制後は、アニーと有蓋貨車にモーターチョロQの動力ユニットを内蔵した物を発売し、プルバックゼンマイの本来のチョロQとは違った遊び方も展開し始め、プレプラレール的な立場になっていた。

#### ダイキャスト玩具シリーズ
アメリカのラーニング・カーブ社製「トーマス テイクアロングシリーズ」は、「トーマス木製シリーズ」の低価格品として、コストのかかる上質な北米産木材にかわり、亜鉛合金で作られたシリーズ。木製シリーズより2割ほど小さく、レールも溝を持たない道路状のものである。レールの種類は少なく、木製シリーズのような様々なレイアウトは作りにくい。日本では2006年にソニー・クリエイティブ・プロダクツが輸入・発売し、「ダイキャスト玩具シリーズ」として展開していたが、2009年6月にタカラトミー社に販売権が移り、「ダイキャスト メタルエンジン」シリーズとして発売した。
海外では「Take-n-Play」シリーズとしてフィッシャープライス社より販売が継続されていたが、2017年より「Adventures」シリーズに置き換えられた。

#### きかんしゃトーマス ビッグローダーシリーズ
タカラトミー社から、「ビッグローダーシリーズ」の一つとして商品化。従来のビッグローダーシリーズは建設作業車が道路（レール）を行きかい玉を積み下ろしするギミックがついた玩具であったが、1998年よりきかんしゃトーマスシリーズとしてリニューアルされた。ギミックそのものはスロープを利用して積み下ろしした玉を転がすだけであるが、ハロルド、テレンス、クランキーと玉に関わるキャラクターの違いで3種類のセットがあった。レールシステムが統一されているため交互に連結・拡張が可能。動力車はトーマスとパーシーのみ。

#### ポケットファンタジー
バンダイ社プレイトイ事業部から「ポケットファンタジーシリーズ」として商品化。当初は無動力のトーマスキャラクターを16両セットにしたもので、それぞれのキャラクターは大変小さく、全て同じくらいのサイズに短縮デフォルメされている。テーマ別に4種類のセットが発売された。当初はレールシステムが無く、セットに付属するプレイマット上での遊びを推奨していたが、後に「くるくるアイランド」と名付けられた螺旋状の坂道を走行するものや、ブックスタイルの「パッとでるタウン」シリーズという別売りの簡易ジオラマなどが数種類追加された。さらに自由度は低いものの、「ブロックレール」シリーズの発売でシステム性を得たと同時に、電動の動力車がセットに同梱された。なおデフォルメキャラクターの一部は同じバンダイのキャンディ事業部の食玩「トーマスタウン」から流用しているものがある。

### 自動販売機用カプセルトイ

#### カプセルプラレール きかんしゃトーマス
ユージンが販売するカプセル入り玩具（カプセルトイ、ユージンでの名称はガチャ）「カプセルプラレール」でトーマスのキャラクターを商品化したもの。トーマスのカプセルトイとしては特に人気があり長寿シリーズとなったことで、特集書籍や雑誌も数冊発売された。過去に発売されたシリーズが再発売される場合もある。

### 食品玩具
下記食玩は全て販売が終了している。

#### トーマスタウン
バンダイ社より発売。指人形サイズのトーマス達と仕掛けのついたレールのセット。それのトーマス達はのちに同じバンダイ社から出ている「ポケットファンタジーシリーズ」に流用される。

#### トーマスとなかまたち
バンダイ社より発売。機関車1両+レール1枚+ラムネのセットで、初期はコンビニ限定販売 (この頃はレールが付属していなかった) だったが、のちにスーパーでも発売されるようになった。最初の頃は同じバンダイ製の「しゅっぱつしんこう」シリーズの車両を「トーマスエンジンコレクションシリーズ」の車両より一回り小さいサイズに縮小した物を発売していたが、「しゅっぱつしんこう」の絶版に伴い新たに作られた車両が増え、その後テレビの第6シーズンが開始するとブランド名を「新トーマスとなかまたち」に変更、一部仲間たちの顔(トーマス等)の顔が新たに作られ、レールのサイズも変わった。初期はボディがネジで留められていたが、のちにハメコミ式になった。しばらく生産が止まっていたが、2008年2月から「げんきなトーマスとなかまたち」とタイトルをかえ、復活した。その後も「なかよしトーマス」とタイトルが変更されたが、現在は生産中止となっている。

#### トーマスだいすきDVDコレクション
バンダイ社より発売。DVD1枚+ラムネのセットで2009年04月29日より全国のスーパーなどで発売。全5種あり、トーマスディスク・パーシーディスク・ジェームスディスク・ヘンリーディスク・エドワードディスクとなっており、DVDにはそれぞれのキャラクターの傑作選2話（主に初期シリーズのデジタルリマスター版）と長編第3弾の「トーマスをすくえ!! ミステリーマウンテン」の映像（この映像は、予告編ではなく、日本版のホームページで公開されているものを使用している）とDVDシリーズの「はじめましてトーマスシリーズ」の紹介映像が収録されている。DVDに収録されているエピソードの映像にはオープニングはなく、オリジナルの柄に収録タイトルを表示して、本編に入るというかたちとなっている。また、本編終了後の出演キャラクター紹介もカットされている。

## 鉄道模型

### Nゲージ
- トミーテック社の鉄道模型ブランドTOMIXが商品化。

日本のNゲージの縮尺は1/150スケールであるが、トーマスシリーズの縮尺は約1/140スケール前後である。レール・コントローラー・プレイマット付きの初心者向けセットから、車両のばら売りまで数種出ている。狭いスペースで風景つきレイアウトが可能。車両はNゲージとしては廉価設定である。非常に種類が少なく、機関車はトーマス、ジェームス、ヘンリー、パーシーの4種類しか発売されていない。 2016年にトーマスがリニューアル、顔がCGシリーズのデザインになり、より急なカーブも走れるようになった。2017年にはパーシー、ジェームス、スクラフィーがリニューアルされた。

### OOゲージ
- イギリスのホーンビィ社が商品化。

本来のモデル機関車の製品に顔をつけたものが多い為、最もリアルな量産商品といえるが、パーシー・トビー・ビル・ベンなどモデル機関車の鉄道模型製品が無い場合は、極端に玩具的な造りにレベルダウンしてしまう。エドワードやエミリーのように本来のモデル機関車の製品ではない、比較的似ている製品に顔をつけてしまう例もある。OOゲージの歴史的な構造上の問題で、軌間が本来より狭いため、内側シリンダーが表現し辛い。車両の種類は多いが、出来に関しては玉石混交である。価格はOOゲージとしては廉価設定である。2014年に一旦絶版、2015年にリニューアルされ復活したが、2018年末を以て販売及び生産を終了することを発表した。

### HOゲージ
- アメリカのバックマン社、およびドイツのメルクリン社が商品化。

バックマン社の製品では、機関車は全て実車モデルの鉄道模型から流用せず、トーマスシリーズ用に新たに設計している。HOゲージの縮尺は本来1/87スケールであるがトーマスなど一部の機関車は実車が無いため縮尺不明である。ホーンビィ製品に比べTVキャラクターにより近いプロポーションに仕上がっているが、割り切りのいい簡易なディテールの為、多少玩具然としている。機関車は走行中に目が左右に動くギミックが内蔵されている。客車と貨車の一部は、同社のOOゲージブランドであるブランチライン製品から金型を流用しモールド色と塗装を変更したため、縮尺は1/76で製作されている。価格はHOゲージとしては廉価設定である。店頭で手に取り販売できるようブリスターパックに収められているが、一度開封すると元に戻せない。ティッドマス機関庫と転車台、ナップフォード駅、灯台、風車といったストラクチャーも用意されている。セット同梱のコントローラーも、青と黄色の成型色によるトーマスをイメージした独特のものになっている。2015年にマーベルスタジオ製作の映画「アントマン」に顔のデザインを少し変更したモデルが登場した。
メルクリン社の製品では、車両本体はOOゲージのホーンビィ製品を流用している。電気方式はメルクリン社伝統の交流三線式を採用しており、同社のデジタルシステムのデコーダーの搭載にも対応している。
2019年夏より日本でもKATOより販売を開始。

### Oゲージ
- アメリカのライオネル社が商品化。

アメリカ型のOゲージの縮尺は本来1/48スケールだがトーマスシリーズは不明。いわゆるOスケールの鉄道模型とは一線を画し、ティンプレートの流れを汲む交流三線式のトイトレイン (玩具風の鉄道模型) である。トーマス、パーシー、ジェームス、いじわるディーゼルの4機関車とアニー、クララベル、トラブルサムが商品化されている。さらにライオネル社伝統の塗り替えバリエーションとして、アメリカ型の貨車にソドー島関連のロゴをいれて、無理やりトーマスシリーズに入れたものが数種ある。価格は高価格設定。

### Gゲージ
- アメリカのライオネル社とバックマンが商品化。

TV撮影用1番ゲージモデルよりやや大きく、他のGゲージの機関車と並んで違和感の無いサイズとなっている。バックマンから発売された機関車はトーマス、パーシー、トビ―、ジェームス、エミリーのみで、他に客車と貨車が数種類単品で発売され、また機関車と貨車・客車のセットも発売している。価格はGゲージとしては廉価設定である。ライオネル社のものは1990年代前半にトーマスとアニーとクララベルのセット、ジェームスが発売されたが2001年に廃盤となった。このライオネル社製のトーマスモデルは2003年～2006年3月までの間「きかんしゃトーマス」を放映していた『ポンキッキーズ21』及び『ポンキッキーズ』のスタジオセット内で走行され、番組のライブイベントなどでもステージの端などに置かれる場合があった。

## その他模型

### 撮影模型レプリカ
撮影プロップレプリカ製作販売を行う日本のCoolPropsが撮影模型を基に制作したトーマスとアニー、クララベルのレプリカを2019年以降発売予定。